# Willem II van Diest

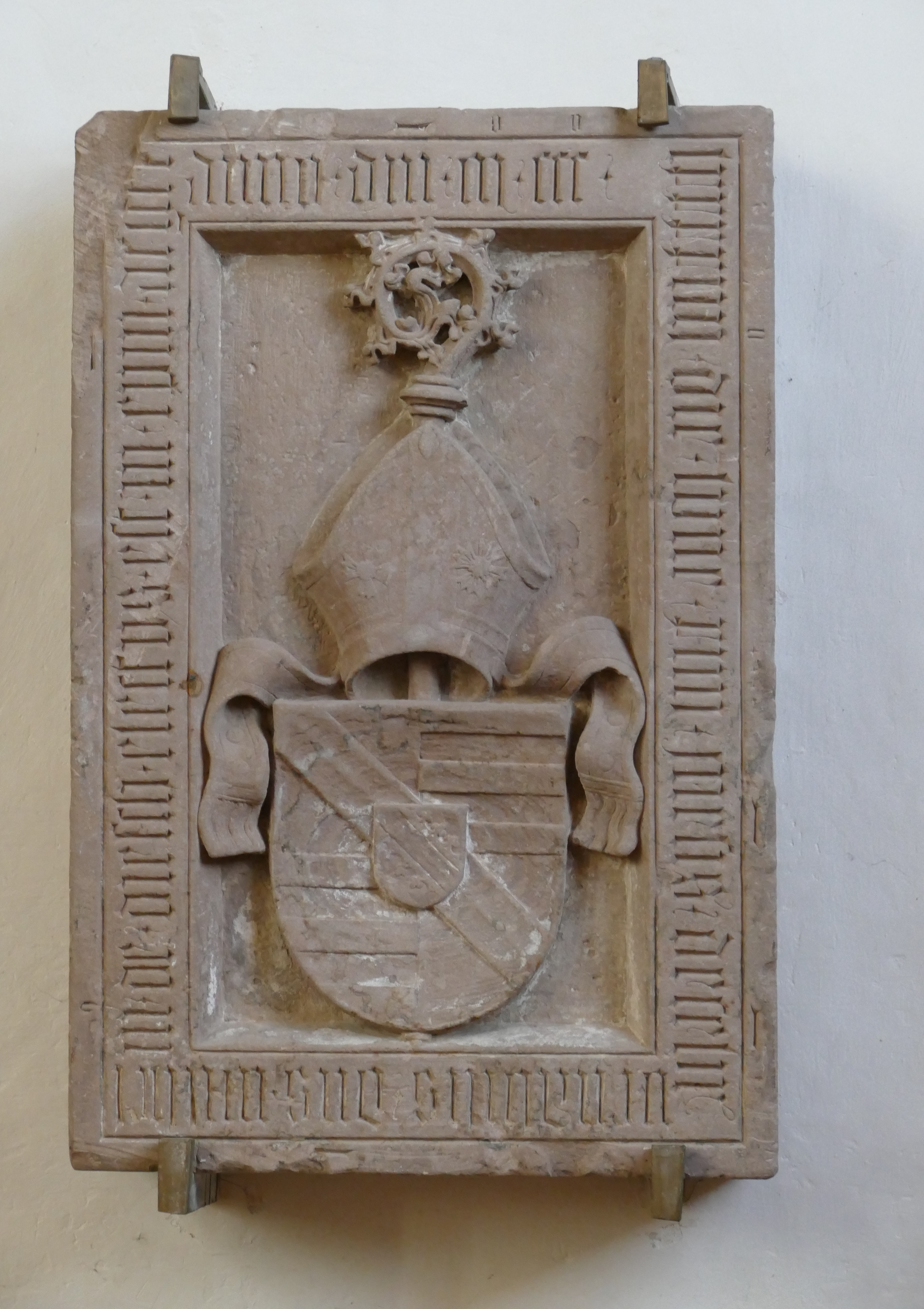
Stele in de Jezuïetenkerk te Molsheim ter gelegenheid van zijn verkiezing in 1394

Willem II van Diest (gestorven 6 oktober 1439) was bisschop van Straatsburg van 1393 tot 1439.

## Biografie
Willem was afkomstig uit een Brabantse adellijke familie, afkomstig uit de Belgische stad Diest. Hij werd op 7 juli 1393 in plaats van zijn concurrent Burghard van Lützelstein tot bisschop gekozen en behield die positie tot de herfst van 1439, hoewel hij niet tot priester was gewijd. Door zijn financiële beleid haalde hij zich de onvrede van de burgers van Straatsburg op de hals, vooral omdat hij ook prebenden verleende aan wereldlijke heren. 
In 1415 werd hij wegens zijn spilzucht door de burgers van Straatsburg gevangengezet. Hierover diende hij bij het Concilie van Konstanz een klacht in, waarna de stad Straatsburg door de Nikolaus Lubich, de bisschop van Merseburg werd vertegenwoordigd. Omdat deze weer van corruptie verdacht werd, werd Willem van Diest vrijgesproken en werd de burgers opgedragen zich met de bisschop te verzoenen. De animositeit tussen bisschop en stad smeulde echter door. 
In 1417 liet hij zich uiteindelijk tot priester wijden en in 1420 tot bisschop, 27 jaar na zijn benoeming.
Willem wordt als architect van het oude bisschoppelijk slot in Saverne gezien.

## In fictie
Willem II van Diest komt als Wilhelm von Diest voor in Het perkament van Montecassino (Das vergessene Pergament) van Philipp Vandenberg.
- Gemeinsame Normdatei: 139144013
- Virtual International Authority File: 100447265